# جريج ميلر
جريج ميلر (بالإنجليزية: Gregg Miller)‏ هو مخترِع أمريكي، ولد في 28 أبريل 1953 في إنديبندنس في الولايات المتحدة.